# Las Nieves, Agusan del Norte
Las Nieves là đô thị hạng 3 ở tỉnh Agusan del Norte, Philippines. Theo điều tra dân số năm 2015, đô thị này có dân số 28.414 người trong.

## Các khu phố (barangay)
Las Nieves được chia thành 20 khu phố (barangay).
| - Ambacon - Bonifacio - Consorcia - Katipunan - Lingayao - Malicato - Maningalao - Marcos Calo - Mat-i - Pinana-an | - Poblacion - San Isidro - Tinucoran - Balungagan - Eduardo G. Montilla (Camboayon) - Durian - Ibuan - Rosario - San Roque - Casiklan |

## Lịch sử
Barangay Casiklan được lập năm 2000.